# Exploration Systems Architecture Study

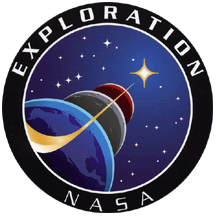
Simbolo dellOffice of Exploration Systems della NASA

L'Exploration Systems Architecture Study (ESAS) è il titolo ufficiale di uno studio a larga scala, a livello sistemico, condotto dalla NASA durante l'estate del 2005 in risposta all'annuncio dell'allora Presidente degli Stati Uniti George W. Bush di una nuova politica di esplorazione spaziale umana. Le direttive di Bush sono contenute in un documento chiamato "Vision for Space Exploration", e includono vari obiettivi, tra cui il ritorno dell'uomo sulla Luna ed eventualmente il viaggio degli astronauti verso Marte.

## Scopo
L'amministratore della NASA Michael Griffin impartì varie modifiche alle strategie del predecessore Sean O'Keefe, che prevedevano lo sviluppo di un velivolo chiamato Crew Exploration Vehicle. Queste modifiche vennero presentate ufficialmente durante una conferenza stampa al quartier generale della NASA di Washington il 19 settembre 2005.
L'ESAS comprende varie raccomandazioni per accelerare lo sviluppo del Crew Exploration Vehicle e implementa il Programma Constellation, tra cui le strategie per l'invio di navette con equipaggio entro il 2012 (successivamente spostato al 2014) e il rifornimento della Stazione spaziale internazionale tramite l'impiego di versioni da trasporto materiali del Crew Exploration Vehicle, evitando in questo modo l'uso dello Space Shuttle.

## Sistemi di lancio basati sullo Shuttle
Le strategie iniziali per lo sviluppo del Crew Exploration Vehicle, indicate dall'ex Amministratore Sean O' Keefe, avrebbero dovuto seguite due fasi. In particolare, durante la Fase 1 si sarebbero selezionate le proposte inviate alla NASA nel 2005. Successivamente sarebbe seguito un test orbitale o suborbitale di un dimostratore tecnologico nel 2008. Nello stesso anno si sarebbe selezionato un contractor, e il primo volo con equipaggio sarebbe avvenuto nel 2014. Nei progetti originali, il CEV sarebbe stato lanciato tramite un vettore non riutilizzabile di tipo Evolved Expendable Launch Vehicle (EELV), come il vettore Boeing Delta IV o Lockheed Martin Atlas V.
Con la nomina del nuovo Amministratore Michael Griffin vennero rivisti i piani di sviluppo, giudicati inaccettabilmente lenti. Fu avviata la Fase 2 nel 2006, con la commissione di uno studio interno di 60 giorni per la revisione dei progetti (questo studio divenne noto come Exploration Systems Architecture Study). Nel documento veniva suggerito il lancio del CEV attraverso dei vettori di lancio derivato dallo Shuttle. Inoltre, Griffin pianificò l'accelerazione o il cambiamento di molti aspetti del piani originali.
Nel documento ESAS si suggerisce lo sviluppo di due vettori di lancio derivati dallo Shuttle per supportare il Programma Constellation. Uno di essi derivava dagli Solid Rocket Booster per il lancio del CEV, mentre il secondo avrebbe dovuto essere un vettore per il lancio di carichi pesanti, che utilizzerebbe i Solid Rocket Booster e il serbatoio esterno dello Shuttle per il lancio dell'Earth Departure Stage e del modulo lunare. Era richiesto ai vettori di lanciare un carico di circa 125-130 tonnellate in orbita bassa terrestre.

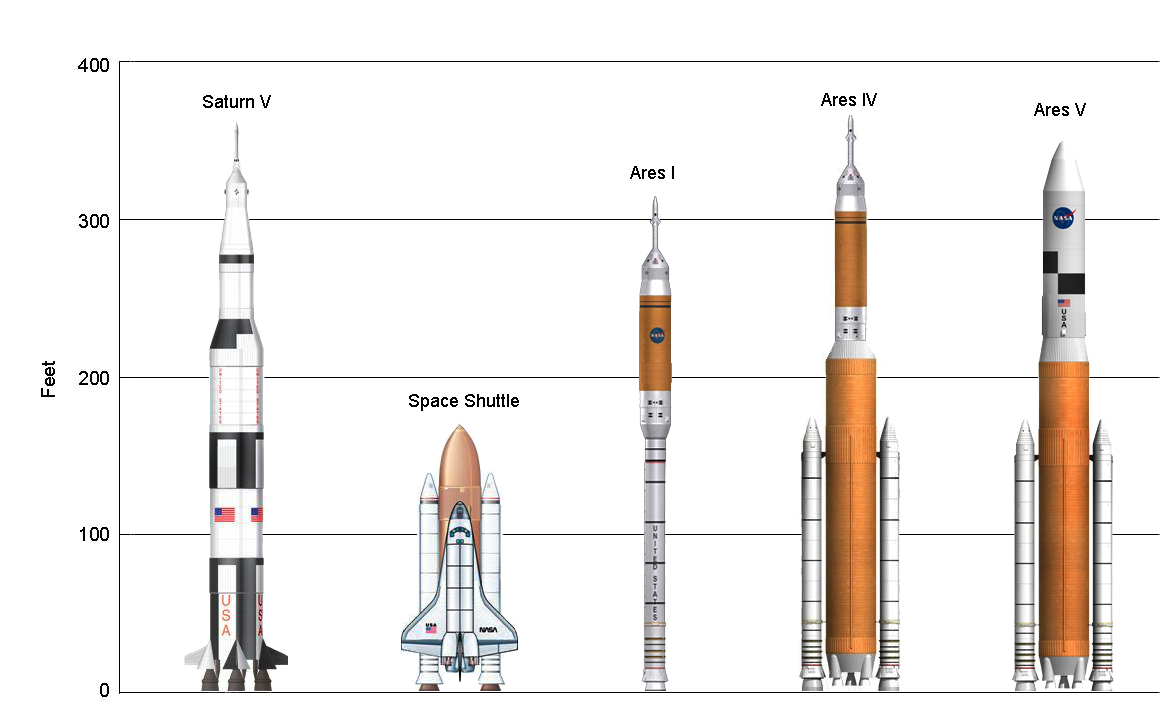
Comparazione del Saturn V, dello Space Shuttle e dei tre vettori di lancio derivati dallo Shuttle

L'equipaggio che verrebbe lanciato a bordo del CEV tramite un vettore formato da un primo stadio derivato da un Solid Rocket Booster (a cinque segmenti invece dei quattro impiegati sullo Shuttle) e uno stadio superiore a propellente liquido basato sul serbatoio esterno dello Shuttle. Inizialmente era previsto come propulsore una versione non riutilizzabile di uno dei propulsori principali. In seguito venne preferita una versione aggiornata e migliorata dal propulsore J-2 (chiamato J-2X) impiegato negli stadi superiori dei vettori Saturn IVB e Saturn V. Questo vettore sarebbe in grado di trasportare 25 tonnellate in orbita bassa terrestre, impiegando componenti che sono già stati testati per l'uso in velivoli con equipaggio.
Il cargo sarebbe lanciato su un vettore con uno stadio principale formato da cinque Solid Rocket Booster non riutilizzabili. Successivamente venne optato per l'impiego di cinque propulsori RS-68 (attualmente impiegati nel vettore Delta IV), che nonostante abbiano una spinta superiore e un costo più contenuto richiedono un leggero incremento nel diametro totale dello stadio. I Solid Rocket Booster sono stati ridotti a due, anche se in versione maggiorata, e sono stati spostati nel secondo stadio, che spinge l'Earth Departure Stage e il resto del carico in orbita bassa. Questa configurazione può lanciare circa 125 tonnellate, ed è stimato un costo di 540 milioni di dollari.

## Configurazioni del Crew Exploration Vehicle
Nel documento sono indicate le strategie per il volo con equipaggio del CEV nel 2014, e prevedono un Rendezvous in orbita lunare nelle missioni lunari. Le versioni del CEV destinate a raggiungere l'orbita bassa terrestre porterebbe un equipaggio dai quattro ai sei astronauti sulla stazione spaziale. La versione lunare del CEV porterebbe un equipaggio di quattro persone, mentre è previsto l'invio di sei astronauti su Marte. I materiali e i rifornimenti alla stazione spaziale sarebbero invece inviati a bordo di una versione senza equipaggio, simile alla navetta russa Progress.
I progettisti avevano previsto la possibilità di un rientro sulla terraferma, come la navetta Sojuz. In caso di emergenza comunque sarebbe possibile rientrare a Terra tramite un ammaraggio. Tra i siti di atterraggio possibili selezionati sono previsti: la base di Edwards in California, Carson Flats in Nevada e l'area attorno al Moses Lake nello Stato di Washington.
Lo sviluppo delle missioni lunari era previsto a partire dal 2010 dopo il ritiro dello Space Shuttle. I vettori pesanti e il modulo lunare sarebbero stati sviluppati in parallelo per essere pronti al volo nel 2018, in modo da centrare l'obiettivo della prima missione lunare con equipaggio nel 2020. L'esplorazione lunare, come previsto nelle direttive di Bush, avrebbe iniziato la fase di installazione di una base lunare. Per questo scopo, nel documento si prevede un modulo lunare molto più grande di quello dell'Apollo, in grado di portare sulla superficie fino a 23 tonnellate di materiali.
Inizialmente il modulo lunare aveva un propulsore per il ritorno in orbita alimentato da metano/ossigeno. In seguito venne optato per un propulsore alimentato da idrogeno/ossigeno liquidi, poiché la tecnologia di propulsione a metano non è completamente matura. Quest'ultima potrebbe invece essere necessaria in una missione su Marte, infatti il metano potrebbe essere estratto dal suolo marziano in un processo chiamato In-Situ Resource Utilization (Utilizzo delle risorse in loco).
Il modulo lunare permetterebbe una missione sulla superficie di circa una settimana e l'impiego di rover avanzati per l'esplorazione. In aggiunta, tutti gli astronauti del Crew Exploration Vehicle potranno scendere sulla superficie, lasciando il CEV senza equipaggio.
Infine, nel documento viene prevista la creazione di una base lunare, possibilmente nei pressi del polo sud lunare.

## Costi
Nell'ESAS si stima che i costi per un programma lunare con equipaggio si aggirerebbero attorno a 217 miliardi di dollari, fino al 2025. Il budget NASA per l'esplorazione per questo periodo è inferiore di 7 miliardi. I costi potrebbero aumentare a causa dello sviluppo di un nuovo propulsore per l'Earth Departure Stage. Quindi il piano sarebbe fattibile senza eccessivi tagli agli altri settori della NASA.

## Critiche
Le critiche principali al piano previsto dalla studio ESAS della NASA riguardano l'uso di propellente metano/ossigeno. Questa scelta era guidata dalla possibilità di essere estratto in-situ dalle superfici lunari e marziane. La tecnologia dei propulsori è tuttavia relativamente nuova e poco testata. Essa comporterebbe un ritardo nel programma e un aumento significativo nel peso del sistema. Nel 2006 la NASA rispose a queste critiche optando per dei propulsori maggiormente convenzionali (idrogeno/ossigeno per il modulo lunare e propellente ipergolico per il CEV). In questo modo si riduce il peso e si abbreviano i tempi del progetto.